# 桂圓枝
桂 圓枝（かつら えんし）は落語の名跡。元々は上方落語の名跡で、初代は桂燕枝を名乗る。3代目は、東京の落語家。東京の談洲楼燕枝と紛らわしいため、2代目燕枝が圓枝と改めたのだが、今は圓枝の名跡そのものが東京へと移る。現在は2011年に3代目が亡くなったために空き名跡となっている。
- 初代桂圓枝 - 初代桂燕枝が初代圓枝。
- 2代目桂圓枝 - 当該項目で記述。
- 3代目桂圓枝 - 当該項目で記述。